# 행성조

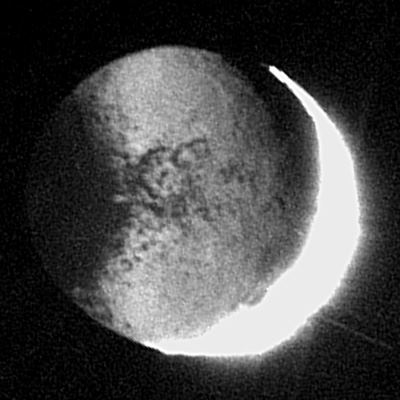
라페투스의 어두운 반구가 토성의 빛에 의해 희미하게 빛나고 있다. 그러나 이 사진은 명암을 과장한 것으로 실제로 토성의 빛은 어두워 육안으로는 반사광을 감지하기 어렵다.

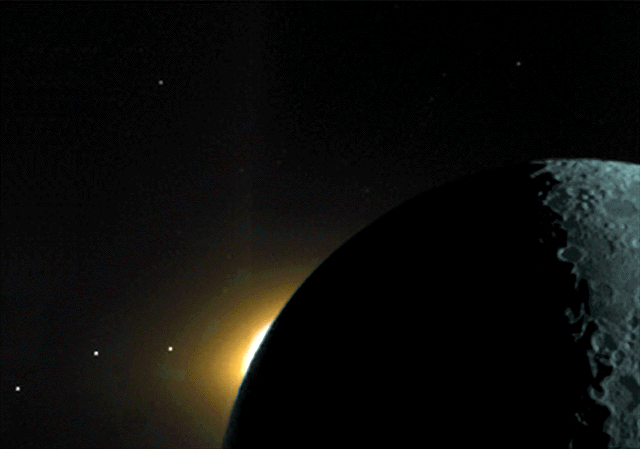
1994년 클레멘타인 탐사선이 촬영한 지구조 현상. 사진의 우측에서 좌측으로, 지구조가 보이는 달과 달의 지평선에서 떠오르려고 하는 태양의 빛이 보이며, 그 왼쪽으로 토성, 화성, 수성이 있다.

행성조(行星照)는 행성이 반사하는 태양빛이 다시 그 행성의 위성 밤의 반구면을 밝히는 현상을 뜻한다. 이러한 행성조의 광도는 매우 낮다. 대표적인 행성조는 지구조로 지구조 현상은 달이 이지러져 있을 경우 볼 수 있다. 행성조는 태양계의 어느 곳에서나 관측되는 현상으로, 가장 최근에는 카시니-하위헌스 호가 토성의 위성 사진을 찍어 옴으로써 행성조 현상의 보편성을 입증했다.

## 지구조

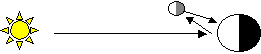
지구조 그림

지구조는 달의 밤 반구면에 지구의 빛이 반사되는 현상이다. 지구조는 달이 초승달이나 그믐달 위상을 보이는 때를 전후하여 관측 가능하다. 만약 지구조 시기에 달에서 지구를 바라보면, 지구는 보름지구에 가까운 형상을 보여줄 것이다. 태양광은 지구에 반사되어 달의 밤 반구로 진행하여 다시 반사, 지구 관측자의 눈에 들어온다. 밤의 반구 부분은 희미하게 빛나는 것으로 보이며 달의 둥근 원반 모양이 어둡게 보인다.

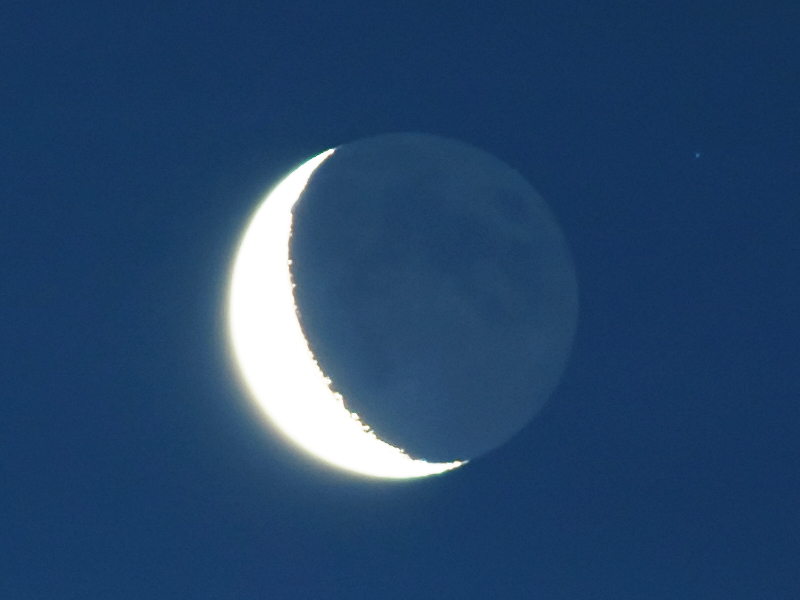
달 표면에서 보이는 지구조. 밝은 부분은 태양광에 의해 직접적으로 반사되어 보이는 부분이며, 나머지 어두운 부분이 지구의 빛에 의한 것이다.

레오나르도 다 빈치는 이 현상을 1500년대 초 기록으로 남겼으며, 지구와 달 둘 다 태양광을 반사하는 존재임을 알게 되었다. 지구에 반사된 태양광이 달의 반구로 진행하며, 다시 반구에 반사된 빛이 우리의 눈에 들어오고, 이것이 지구조임을 알게 된 것이다.
지구조는 지구의 실시간 반사율을 알아내는 데 사용된다. 지구조 자료는 지구를 덮고 있는 구름의 양을 분석하는 데 이용된다. 바다는 대략 10퍼센트의 빛만을 반사하며 육지는 10~25퍼센트를 반사하고, 구름은 50퍼센트를 반사한다. 그러므로 지구의 낮 영역 상태에 따라 달에 반사된 지구의 빛이 얼마나 강한가가 결정된다.
지구조에 대한 연구는 시간에 따라 지구를 덮고 있는 구름의 양상이 어떻게 바뀌는지를 보여주는 데 이용된다. 지속적인 연구를 통해 1985년부터 1997년 사이 구름의 양이 6.5퍼센트 줄었다가 1997년부터 2003년에 이르는 기간 동안 구름의 양이 다시 증가해 왔음을 알게 되었다. 이와 같은 현상은 기후 연구에 시사하는 바(특히 지구 온난화의 관점에서)가 있다. 통상적인 지구 표면의 구름들이 반사도를 증가시켜 순수 냉각 효과를 불러 오는 것과는 달리, 일부 구름들은 태양열을 가둠으로써 순수 온난화 효과를 보여주고 있었다. 이 때문에 구름 양의 증가가 지구 온도에 미치는 영향은 불확실한 채로 남아 있다.

## 지구형 행성 탐사
미국 항공우주국 네비게이터 프로그램의 과학자들(외계 지구형 행성 탐사를 전문으로 하는 조직)은 최근 지구형 행성 탐사기의 발사 계획을 연기하였다. 지구형 행성 탐사기(TPF)는 외계 행성들의 행성조 현상을 감지하여 생명체를 품고 있는지의 여부를 조사하려고 했다. TPF에는 이처럼 행성 표면에 반사된 빛을 통해 물, 산소, 메테인의 존재를 감지, 생명체의 존재를 입증할 수 있는 망원경 기술을 사용할 계획이었다.
유럽 우주국은 다윈 미션으로 불리는, TPF와 유사한 탐사 계획을 구상 중이다. 다윈 계획 역시 TPF처럼 행성조 현상을 감지하여 외계 생명체의 존재 가능성을 판단할 것이다.
기존의 천문학적 도전 과제들에 비하여 다윈이나 TPF가 지향하는 연구의 가장 큰 난관은, 이들 행성에 반사되는 광자를 수집하는 수준이 아니라, 밝은 어머니 항성에 가까이 붙어 있는 행성의 존재를 찾아내는 것이다. 지구형 행성의 열적외선 방출량은 어머니 항성의 10-6 ~ 10-7배이며, 가시광선 또는 근적외선의 방출량은 어머니 항성의 10-9~ 10-10배에 불과하다. 이런 이유 때문에 다윈과 TPF 미션은 열적외선을 이용하여 작업할 계획이었고, 작업을 할 것이다. 그러나 같은 크기의 망원경 조건 하에서 가시광선과 근적외선은 회절한계 측면에서 이점을 보인다. 따라서 미국 항공우주국은 외계 행성을 가시광선 및 근적외선 파장을 통해 찾아내고 연구하는, 지구형 행성 탐사기-C 미션을 구상하고 있다. TPF-C가 외계행성들의 행성조 현상을 연구할 목적을 지니고 있는 반면 다윈 계획과 TPF-I는 행성에 의해 흩어지지 않고 재복사된 열적외선 영역에서 외계행성을 찾을 것이다. 대부분의 과학자들은 이 열적외선의 재복사 현상이 행성조는 아닐 것으로 생각하고 있다.
상기 계획들을 진행하기 위해 천문학자들은 지구조 현상을 세심하게 관측했다. 천문학자들은 지구조 관측기구가 행성들에 의해 생기는 특수한 현상인 레드엣지를 감지할 수 있는지에 특별히 신경을 썼다. 만약 외계행성에서 레드엣지를 감지한다면 이는 집광 생명체가 존재할 가능성을 보여준다는 사실에서 흥미로운 사건이 될 것이다. 그러나 지구의 경우 레드엣지가 지구조 관측을 통해 생명체 존재를 감지할 수 있는 가장 쉬운 방법임에 반해, 외계 행성에 같은 현상이 발견되었다고 해서 생명체가 그 곳에도 존재한다고 추론하기는 매우 어렵다. 왜냐하면 대부분의 원자 혹은 분자의 스펙트럼과는 달리 레드엣지 현상의 스펙트럼에 대한 지식은 아직 불완전하기 때문이다.

## 참고 문헌
1. ↑  “보관된 사본”. 2022년 5월 25일에 원본 문서에서 보존된 문서. 2008년 6월 30일에 확인함.
2. ↑  “Planet Quest: Missions - Terrestrial Planet Finder”. 2008년 2월 18일에 원본 문서에서 보존된 문서. 2008년 6월 30일에 확인함.
3. ↑  ESA - Space Science - Darwin overview

- Ford, E. B., Turner, E.L. & Seager, S. (2001) ``Characterization of extrasolar terrestrial planets from diurnal photometric variability Nature, Volume 412, Issue 6850, pp. 885-887. 링크, 인쇄본
- Seager, S., Turner, E. L., Schafer, J., & Ford, E. B. (2005) ``Vegetation's Red Edge: A Possible Spectroscopic Biosignature of Extraterrestrial Plants Astrobiology, Volume 5, Issue 3, pp. 372-390. (링크, 인쇄본)
- Qiu J, Goode PR, Palle E, Yurchyshyn V, Hickey J, Rodriguez PM, Chu MC, Kolbe E, Brown CT, Koonin SE. “지구조와 지구의 반사율(Earthshine and the Earth's albedo: 1. Earthshine observations and measurements of the lunar phase function for accurate measurements of the Earth's Bond albedo)”. 《Journal of Geophysical Research-Atmospheres》 108 (D22): 4709.

## 같이 보기
- 애센광
- 지구조